# Maria Poumier
María Poumier es una académica francesa nacida en Cannes en 1950, especialista en historia y cultura del Caribe. También es ensayista y realizadora de documentales. Activista política antiliberal. Especialista en historia y literatura cubana, ensayista e investigadora, poeta y periodista. Autora de documentales como "Roger Garaudy. Limpide dans la noirceur du siècle" o "AMIA repetita. La conspiración fallida". Poumier es antisionista y activista por los derechos políticos de los palestinos, por la libre investigación histórica y la libertad de expresión. Miembro fundador del grupo de traductores por la diversidad lingüística tlaxcala.es.

## Biografía
La vida de María Poumier solo se conoce a través de entrevistas en sitios alternativos y cortos retratos de académicos y críticos. Ella nació en una familia burguesa. Durante su adolescencia, estuvo marcada por el asesinato del Che Guevara; se vinculó a la revolución cubana y posteriormente se trasladó a Cuba, donde reside desde hace años·.

## Estudios
Estudio en la Universidad Sorbona Nueva - París 3
En 1982 defendió su tesis de tercer título de ciclo en Estudios Hispánicos . Profesora de la Universidad de La Habana primero y posteriormente en la Universidad de París VIII, donde eligió terminar su carrera. Sus líneas de investigación giran en torno a temas como Cuba, América Latina, la historia y la literatura de los siglos XIX y XX. También es traductora asociada de español, y autora de una antología sobre poesía salvadoreña.

## Actividad literaria
Maria Poumier ha sido una prolífica escritora, en distintos tipos de literatura, incluida la poesía.

### Obras
en francés
- Contribución al estudio del bandolerismo social en Cuba: la historia y el mito de Manuel García, "Rey de los Campos de Cuba", 1851-1895, 459 p. (11 ediciones publicadas entre 1982 y 1987), ( ISBN 2-85802-755-2 ) : 1982 y ( ISBN 9782858027552 ) : 1986.
- Un día como tantos otros (traducción de "Un día en la vida" por Manlio Argueta), El Harmattan, 144 p., 1985, ( ISBN 2858027552 y 9782858027552 ) .
- Ifigenia (prefacio) ediciones Indigo / Lado-mujeres, 438 pp, 1995 Lado-mujeres. ( ISBN 2-907883-91-7 ) y la UNESCO ( ISBN 92-3-203171-X ) .
- Calle Peña Pobre (prefacio y traducción) por Cintio Vitier, ediciones L'Harmattan, 1992
- Vengeance (1992) (prefacio, traducción y elección de textos de Enrique Medina), ed. El Harmattan
- The American Expression (prefacio, traducción y notas al texto de José Lezama Lima), ed. El Harmattan 2001 ( ISBN 2-7475-1202-9 )
- Poemas de mi estatura (2005) (Prefacio, traducción y elección de textos de Tony Guerrero) Ediciones L'Harmattan ( ISBN 2-7475-9156-5 )
- Lucía Jerez (2003) (prefacio, notas y traducción de la novela de José Martí), Editions Patiño
- La poesía salvadoreña del siglo XX , ediciones Patino, p 422, ( 1 st abril de 2002) ( ISBN 288213035X y 978-2882130358 )
- Las claves del sótano (2008) (prefacio, traducción y elección de textos de David Escobar Galindo), ediciones L'Harmattan
- "La aparición de la cultura cubana" (2007), (prefacio, traducción y notas del ensayo de Walterio Carbonell), ediciones Menaibuc
- En confianza. Entrevista con "The Unknown" , entrevistas con Robert Faurisson , ediciones Pierre Marteau, 78 p., 1 st de abril de 2009 ( ISBN 2917749032 y 978-2917749036 )
- NEG , BookSurge, 165 pp., 25 de octubre de 2009, ( ISBN 1439261415 y 978-1439261415 )
- La batalla de la palabra, BookSurge, 2008 (selección de textos de Israel Shamir)
- La Batalla de Rusia (2014) (Prefacio, traducción y elección de textos de Israel Shamir), ediciones de Kontrekulture
- Mercancía de la vida humana (París 2015) ed. Volver a las raíces, 340 p. ( ISBN 9782355120701 )

en español
- Apuntes sobre la vida cotidiana en Cuba en 1898 (1975)
- Quizás tu número salve: antología bilingüe de la poesía salvadoreña (1992)
- Poetas para El Salvador (Poema paseo coral), San Salvador, ed. Delgado (2008)
- Diálogo entre Oriente y Occidente (1998) (traducción de textos de Roger Garaudy) ed. el Almendro, Córdoba.
- Taquechel Juan López, 1908-2002, y el movimiento obrero en Santiago de Cuba el testimonio de su dirigente, por María Poumier no Taquechel Rafael , ed / Alfabarre, París, 2008
- La tabu tabu, el pensamiento negro cubano, 1840-1961, ed. idea, Tenerife, 2007, 400 p.

## Activismo político

### Apoyo al Revisionismo histórico
Varias asociaciones de medios culpan a María Poumier a ser "compañero de viaje de negadores " o "antisemita", como secretario de redacción de la revista À Contre-Noche , fundada por Roger Garaudy , y traductor de Israel Shamir con quien ella colabora en su papel en la publicación del Manifiesto antisionista, título otorgado a una entrevista anónima en La Voz de Israel, atribuyéndolo a Ariel Sharon (mientras que Amos Oz, el escritor israelí que tomó el testimonio en cuestión, asegura que su interlocutor no es Ariel Sharon), que también es criticado
En septiembre de 1996, el equipo de investigación de la Universidad de París VIII con el que estaba asociada decide excluirla "de cualquier función dentro de la oficina y de cualquier representación del equipo externo", porque "participar en la divulgación de la obra de Roger Garaudy, Los Mitos fundacionales de la política israelí, y por lo tanto, la divulgación de las tesis revisionista. Sobre el tema, el sociólogo francés Michel Wieviorka escribe que "la Universidad Paris-VIII no es una cueva de maestros tentados por un antisemitismo tan pronunciado como el de Maria Poumier, y debemos ver en su caso una forma extrema y excepcional de deriva" .
En enero de 1998, forma parte del comité de apoyo Roger Garaudy en relación con el juicio junto a Ginette Skandrani, Robert Faurisson, Pierre Guillaume y Serge Thion.

### Antisionismo
María Poumier es conocida por sus actividades políticas relacionadas con el conflicto israelí-palestino junto a Ginette Hess-Skandrani . Esto es cercano al comediante y activista Dieudonné M'bala M'bala, que proporciona apoyo político, especialmente para la elección presidencial de 2007. Es candidata en Île-de-France para las elecciones europeas del 7 de junio de 2009, en la "lista antisionista" de Dieudonné, que reúne a militantes de extrema izquierda, extrema derecha y fundamentalistas religiosos. Ella es, junto con el tunecino Mondher Sfar (quien fue uno de los colaboradores del órgano revisionista Revivalist History Magazine y Ginette Skandrani, directora de la asociación "Between pen and yvil", que dirige el sitio web. El 28 de marzo de 2011, ella está presente en Libia con Dieudonné y Skandrani para protestar contra el bombardeo de la OTAN.
La revista mensual L'Arche publica en el número de enero-febrero de 2004 un artículo en el que se le reprocha a María Poumier haber escrito en un artículo de diciembre de 2001 titulado "Sionismo en América Latina" y publicado en la lista Cuba Solidaridad:

«Algunos todavía cuestionan la influencia hegemónica del lobby judío en la lógica del imperialismo norteamericano de todas las religiones. [...] Más recientemente, ha habido un número creciente de ejemplos de la creciente influencia del lobby sobre los líderes estadounidenses.»

### Poder judío mundial
María Poumier también afirma que «los líderes de la CIA son judíos» y que los dueños de los principales medios de comunicación son «judíos, algunos fervientes defensores de la supremacía judía en todo el mundo» en la misma posición que el sociólogo Johan Galtung. El artículo de revisión también la reta a escribir un artículo de agosto de 2003 titulado "Palestina y Cuba, coincidencias y emergencias", donde escribe: «Algunas conclusiones revisionistas para el período 1939-1945 tienen prohibido expresarse en los países occidentales».
Ha escrito múltiples artículos sobre el compromiso del sionismo con el terrorismo internacional, fundamentalmente de bandera falsa. Atentados como el 911 ,los atentados de AMIA o Embajada de Israel en Argentina, los de París, o un casi atentado en Chile para culpar a Irán han sido sus temáticas.

### Hechos diversos
En los años 2002-2003, fue amenazada de muerte junto con una docena de personalidades (Eyal Sivan, Isabelle Coutant-Peyre, Ginette Hess-Skandrani, Lucien Bitterlin, Monique Chemiller-Gendreau, Alain Lipietz, Gilles Munier, José Bové, Annie Coussemant Mondher Sfar, Jean-Claude Willem) por un terrorista sionista que les reprochaba su compromiso "antiisraelí". Todos recibieron en casa una carta que contenía un balón con la inscripción en mayúsculas: "el próximo no llegará por correo" 
Durante el juicio que se llevará a cabo el 17 de enero de 2007 ante el Tribunal de Apelaciones de París, el terrorista franco-judío Raphaël Shoemann no presenta ninguna excusa, ni dice que no volverá a hacerlo. Se refiere a las personas a las que amenazó de muerte como "el corazón del movimiento francés negador del Holocausto ... un servicio de posventa del Tercer Reich".
Según una declaración firmada por Mondher Sfar, María Poumier fue arrestada por la policía el 4 de junio de 2006, después de una manifestación de solidaridad con el pueblo palestino prohibida por la preservación del orden público. Ginette Skandrani y miembros de la oficina de campaña de Dieudonne también fueron arrestados.
En 2017 , viaja a España invitada por la Fundación +Vida para participar en un debate durante el Congreso : Pedimos la Palabra.
Ha presentado una posición crítica frente a los derechos reproductivos, especialmente los vientres de alquiler.